# برايس كوفين
برايس كوفين (بالفرنسية: Brice Cauvin )‏ (و. 1966 – م) هو ممثل، ومخرج سينمائي، وكاتب سيناريو من فرنسا . ولد في ليل .

## روابط خارجية
- برايس كوفين على موقع IMDb (الإنجليزية)
- برايس كوفين على موقع ألو سيني (الفرنسية)
- برايس كوفين على موقع أول موفي (الإنجليزية)
- برايس كوفين على موقع قاعدة بيانات الأفلام السويدية (السويدية)
- برايس كوفين على موقع قاعدة بيانات الفيلم (الإنجليزية)
- برايس كوفين على موقع كينوبويسك (الروسية)